# Sadkî, Ustînivka
Sadkî (în ucraineană Садки) este un sat în comuna Krînîcine din raionul Ustînivka, regiunea Kirovohrad, Ucraina.

## Demografie
Componența lingvistică a localității Sadkî
     Ucraineană (97,58%)
     Rusă (1,69%)
     Alte limbi (0,72%)
Conform recensământului din 2001, majoritatea populației localității Sadkî era vorbitoare de ucraineană (97,58%), existând în minoritate și vorbitori de rusă (1,69%).